# Тахир-хан
Тахир-хан (д/н — 1741) — хівинський хан у 1740—1741 роках.

## Життєпис
Походив з династії Аштарханидів. Народився в Гераті. Перебував на службі Персії, але якихось більших відомостей немає. Ймовірно 1740 року брав участь у поході Надир Шаха на Хівинське ханство. Після перемоги того ж року і повалення Ільбарс-хана III, поставлений новим володарем Хіви. Причиною цьому стало родинні зв'язки з Абу'л-Фаїз-ханом, що в свою чергу через шлюб доньки був пов'язаний з Надир Шахом.
Швидко зміцнив владу в ханстві. У грудні 1740 року супроводжував Надир Шаха до Фатнока. Потім впроваджував перські порядки. 1741 року почалося повстання каракалпаків і аральських узбеків на чолі із Нурали-ханом, внаслідок чого Тахир-хан був повалений і загинув.